# Marina de Cudeyo
Marina de Cudeyo é um município da Espanha na comarca de Trasmiera, província e comunidade autónoma da Cantábria. Tem 28,4 km² de área e em 2021 tinha 5 186 habitantes (densidade: 182,6 hab./km²).

## Demografia
| Variação demográfica do município entre 1991 e 2004 [carece de fontes?] | Variação demográfica do município entre 1991 e 2004 [carece de fontes?] | Variação demográfica do município entre 1991 e 2004 [carece de fontes?] | Variação demográfica do município entre 1991 e 2004 [carece de fontes?] |
| ----------------------------------------------------------------------- | ----------------------------------------------------------------------- | ----------------------------------------------------------------------- | ----------------------------------------------------------------------- |
| 1991                                                                    | 1996                                                                    | 2001                                                                    | 2004                                                                    |
| 4400                                                                    | 4503                                                                    | 5058                                                                    | 5059                                                                    |